# J. Hyam Rubinstein
Pour les articles homonymes, voir Rubinstein.
Joachim Hyam Rubinstein (né le 7 mars 1948, à Melbourne) est  un mathématicien australien de haut niveau spécialisé en topologie en basses dimensions ; il est actuellement de professeur dans le Département de Mathématiques et de Statistiques à l'Université de Melbourne.
Il a beaucoup parlé et écrit sur l'état des sciences mathématiques en Australie, avec un accent particulier sur les impacts de la réduction des dépenses gouvernementales pour les départements de mathématiques des universités.

## Formation
En 1965, Rubinstein est diplômé de la Melbourne High School (en) à Melbourne, en Australie, remportant le maximum de quatre expositions universitaires (en). En 1969, il est diplômé de l'université Monash à Melbourne, avec un B.Sc. (Honours) en mathématiques.
En 1974, Rubinstein a obtenu son doctorat de l'Université de Californie à Berkeley sous la direction de John Stallings. Sa thèse, intitulée Isotopies of Incompressible Surfaces in Three Dimensional Manifolds , portait sur le thème des isotopies des surfaces incompressibles dans les collecteurs tridimensionnels.

## Carrière
Après des études post-doctorales à l'Université de Melbourne, il y passe maître de conférences en 1978 puis professeur en 1982. De 1989 à 1992 il est membre de la faculté de mathématiques et de 2002 à 2004 à la faculté de mathématiques et de statistiques. il est également chercheur invité à l'Institute for Advanced Study (1982, 1990), au Mathematical Sciences Research Institute (MSRI), à l'Université de Warwick, celle de Californie à San Diego, celle de Californie à Davis, celle de Stanford, au Technion (en tant que boursier Lady Davis) et à l'Université Paris VI.

## Travaux de recherche
Ses contributions majeures incluent des résultats impliquant des fractionnements de Heegaard (en) presque normaux et le travail conjoint étroitement lié avec Jon T. Pitts reliant des fractionnements de Heegaard fortement irréductibles à des surfaces minimales, un travail conjoint avec William Jaco sur des triangulations spéciales de 3-variétés (à savoir des triangulations 0-efficaces et 1-efficaces), et un travail conjoint avec Martin Scharlemann sur le graphe Rubinstein&-Scharlemann. Il est une figure clé de la théorie algorithmique des 3-variétés et l'un des premiers développeurs du programme Regina (en), qui implémente son algorithme de reconnaissance des 3-sphères.
Ses intérêts de recherche incluent également : les problèmes de réseaux les plus courts appliqués à la conception de mines souterraines (en), l'apprentissage automatique, la théorie de l'apprentissage numérique (en), les mathématiques financières et les systèmes de négociation des marchés boursiers.
Il a beaucoup parlé et écrit sur l'état des sciences mathématiques en Australie, avec un accent particulier sur les impacts de la réduction des dépenses gouvernementales pour les départements de mathématiques des universités,,. 

## Prix et distinctions
J. Hyam Rubinstein est président de la Société mathématique australienne de 1990 à 1992, après en avoir été le vice-président de 1988 à 1990 et de nouveau de 1999 à 2000.
Il a été également président du Comité australien pour les sciences mathématiques en 2005.
Il a été élu membre de l'Académie des sciences australienne en 2003 puis membre de l'American Mathematical Society en 2012.
Il est lauréat de la médaille de la Société mathématique australienne en 1987, de la médaille Hannan en 2004, puis de la médaille George Szekeres en 2008.
En 1994 il est conférencier invité au Congrès international des mathématiciens à Zürich avec une conférence intitulée « An algorithm to recognise the 3-sphere ».
Du 11 au 22 juillet 2011, un atelier et une conférence en son honneur, intitulés conjointement « Hyamfest : Geometry & Topology Down Under », ont eu lieu à l'Université de Melbourne.

## Publications
- avec Marc Culler et William Jaco: Incompressible surfaces in once-punctured torus bundles. In: Proceedings of the London Mathematical Society. Series 3, vol. 45, N°. 3, 1982, p. 385–419, (lire en ligne).
- avec William Jaco: PL minimal surfaces in 3-manifolds. In: Journal of Differential Geometry. vol. 27, N°. 3, 1988, p. 493–524, (lire en ligne).
- An algorithm to recognize the 3-sphere. In: Srishti D. Chatterji (éd.): Proceedings of the International Congress of Mathematicians. Août 3–11, 1994, Zürich, Switzerland. Birkhäuser, Bâle et. a. 1995,  (ISBN 0-8176-5153-5), p. 601–611, (lire en ligne).
- avec William Jaco: 0-efficient triangulations of 3-manifolds. In: Journal of Differential Geometry. vol. 65, N°. 1, 2003, p. 61–168, (lire en ligne).
- avec Sungbok Hung, John Kalliongis et Darryl McCullough: Diffeomorphisms of elliptic 3-manifolds (= Lecture Notes in Mathematics. 2055). Springer, Berlin et. a. 2012,  (ISBN 978-3-642-31563-3).